# Carin Göring
Carin Axelina Hulda Göring, född Fock den 21 oktober 1888 i Stockholm, död 17 oktober 1931 i Stockholm, var Hermann Görings första hustru.

## Biografi
Carin Göring var dotter till översten friherre Carl Fock och Huldine Beamish, som var född på Irland. År 1910 gifte hon sig med löjtnanten friherre Nils von Kantzow med vilken hon fick sonen Thomas (1912–1973).
Den 20 februari 1920 befann sig Carin von Kantzow på Rockelsta slott, där hon var på besök hos sin syster Mary. Sent på eftermiddagen anlände Marys man greve Eric von Rosen med ett taxiflygplan från Stockholm, vilket landade på sjön Båvens is framför slottet. Föraren av planet var den tyske före detta stridsflygaren och senare högt uppsatte nazistiske politikern Hermann Göring. Eftersom vädret var för dåligt för återflygning samma dag, erbjöds Göring att stanna över natten på slottet och kom därmed att träffa Carin von Kantzow. Paret blev enligt samtida uppgifter omedelbart djupt förälskade. Efter att ha skilt sig 1922 gifte hon sig året därpå med Göring och följde honom till Tyskland.
Efter ölkällarkuppen i november 1923, i vilken Göring blev skottskadad, följde hon honom i landsflykt och kom under drygt ett år att vistas i Österrike och Italien. I februari 1925 flyttade paret till Stockholm och bosatte sig i en lägenhet på Odengatan 23 (numera nr 27) och vistades i Sverige fram till 1928.

## Död
Carin Göring led av ett medfött hjärtfel. Då hennes mor oväntat dog den 25 september 1931, reste hon från Tyskland för att övervara begravningen. Dagen efter denna fick hon en hjärtinfarkt och avled den 17 oktober 1931. Hon begravdes på kyrkogården vid Lovö kyrka på Lovön utanför Stockholm.
I november 1933 skändades graven genom att en hakkorsformad grön gravprydnad kastades bort, samt att hakkorsornamenten på gravstenen täcktes över med en fastklistrad skrivelse som undanbad sig tysk propaganda på Carin Görings gravvård. Med anledning av händelsen lät Hermann Göring 1934 föra hennes stoft till en grav på sitt lantställe Carinhall norr om Berlin, vilket han låtit uppföra som minne över sin döda hustru.
När ryssarna vid krigsslutet intog och plundrade Carinhall, försvann hennes kropp. År 1951 påträffades en kropp som man trodde var Carin Görings i skogen i närheten av ruinerna av Carinhall. Denna kropp kremerades och askan fördes till graven på Lovön. År 1991 hittade man en zinkkista med benrester i Carinhall. Vid denna tid kunde man dock inte avgöra vem det var som låg i den.
År 2012 genomfördes dock en rättsgenetisk undersökning av zinkkistans benrester. Med hjälp av ett vävnadsprov från hennes son genomfördes en DNA-analys och det visade sig då att benresterna tillhörde Carin Göring. Dessa har nu åter gravsatts på Lovön. Vem som tidigare kremerades och gravsattes där är okänt.